# Henrik Østervold
Henrik Østervold (Austevoll, 13 de janeiro de 1878 — Bergen, 21 de agosto de 1957) foi um velejador norueguês, campeão olímpico. Ele competiu nos Jogos Olímpicos de Verão de 1920 na classe 12 Metre e conquistou a medalha de ouro na disputa realizada segundo as regras de 1907 a bordo do Atlanta com Halvor Birkeland, Rasmus Birkeland, Lauritz Christiansen, Hans Næss, Halvor Møgster, Jan Østervold, Kristian Østervold e Ole Østervold. Østervold teve formação náutica e inicialmente foi para o mar como timoneiro e capitão por cerca de dez anos. A partir de 1913 foi armador e mais tarde também chefe de departamento em companhias de navegação.